# Сон Джиын
Сон Джиын (кор. 송지은, кит. 宋枝恩; род. 5 мая 1990 года) — южнокорейская певица и актриса.
Джиын получила известность в конце 2000-х годов, дебютировав в составе гёрл-группы Secret, которая, несмотря на слабый старт, в конечном итоге стала одной из самых популярных женских групп в Корее в период 2010-х годов. Практически сразу после дебюта Сон получила индивидуальное продвижение, и в марте 2011 года её сингл «Going Crazy», записанный при участии Пан Ён Гука, стал № 1 в Gaon Digital Chart. В сентябре 2017 года девушка подаёт в суд на TS Entertainment, чтобы подтвердить недействительность её эксклюзивного контракта, а 28 февраля 2018 года объявляет об уходе из группы ради сольной карьеры.
Помимо деятельности в группе и сольно, Джиын также зарекомендовала себя как актриса, исполнив роли в таких дорамах, как «Чистая любовь» (2013), «Милый дом, сладкий мёд» (2015) и «Шшш, позаботьтесь о нём» (2021).

## Биография
Джиын родилась 5 мая 1990 года в Сеуле, Республика Корея, и была единственным ребёнком в семье. Посещала школу для девочек в частном университете Сангмюнг.

## Карьера

### 2000—08: Начинания в карьере
Джиын заинтересовалась музыкой в раннем возрасте, и решила пройти прослушивание в JYP Entertainment, чтобы в дальнейшем начать профессиональную карьеру на сцене. Впоследствии она стала частью готовящейся к дебюту женской группы, со слов самой Сон, «более юной версии Big Mama», в состав которой также вошли Хёлин (в будущем — участница Sistar), Джиын (в будущем — участница BESTie) и Хани (в будущем — участница EXID). Дебют, однако, так и не состоялся, и девушки покинули агентство. После этого Джиын пришла в TS Entertainment, и сразу же стала трейни.

### 2009—14: Дебют в Secret и рост популярности
Вместе с Хёсон, Ханой и Сонхвой в октябре 2009 года Джиын дебютировала в составе гёрл-группы Secret с синглом «I Want You Back». Успех к группе пришёл лишь весной 2010 года, и с тех пор коллектив прочно закрепился как в Корее, так и в Японии, выпустив ряд хитов, которые оставались популярными вплоть до конца 2010-х годов. В декабре состоялся релиз цифрового сингла «Yesterday», записанного при участии Хванхи.

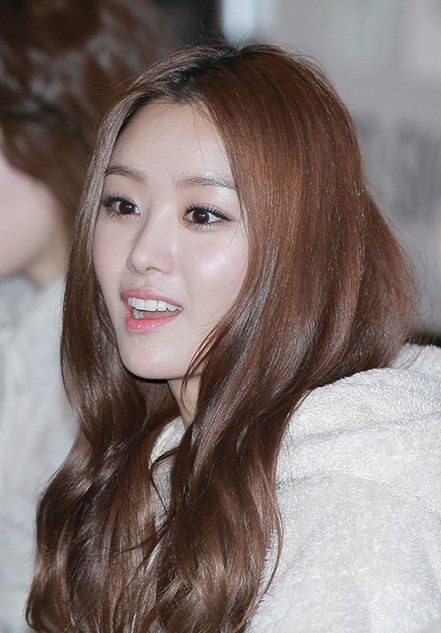
Джиын на фансайне Secret, январь 2014 года

В январе 2011 года, после оглушительного успеха песни «Shy Boy» в Корее, TS объявили, что Джиын дебютирует сольно. Сингл «Going Crazy», выпущенный в марте и записанный при участии Пан Ёнгука, стал хитом и попал на вершину Gaon Digital Chart.
30 сентября 2013 года Джиын выпустила сингл-альбом Hope Torture. 14 октября 2014 года был выпущен первый мини-альбом 25. В том же году состоялась премьера дорамы «Рисуя весну», и у Джиын состоялся её дебют в качестве актрисы.

### 2015—настоящее время: Актёрская карьера и уход из TS Entertainment
2015 год стал успешным для Джиын в актёрстве: она получила роли в дорамах «Неизменный закон первой любви», «Эпоха супергероев» и «Милый дом, сладкий мёд». Игра Сон в последней получила восторженные отзывы критиков.
20 сентября 2016 года Джиын выпустила второй мини-альбом Bobby Doll. В апреле 2017 года стартовала трансляция телесериала «Мой тайный роман», где Джиын исполнила главную женскую роль и записала саундтрек «Same». В августе того же года она подала судебный иск в Корейский Коммерческий Арбитражный Совет (ККАС) на руководство TS, чтобы подтвердить недействительность её эксклюзивного контракта с агентством из-за невыполнения его условий. 28 февраля 2018 года Джиын объявила об уходе из группы.
23 января 2019 года Сон подписала эксклюзивный контракт с Haewadal Entertainment, но уже в апреле он был расторгнут; также ККАС объявили, что судебные тяжбы с TS продолжаются, и исполнительница пока что не может заключать контракты с другими агентствами, пока обе стороны не придут к соглашению. 22 июня было объявлено, что она подписала контракт с 6 Oceans.
26 июля 2020 года Джиын выпустила третий мини-альбом Dream. 22 октября был выпущен цифровой сингл «Bloom». 18 января 2021 года Джиын подписала контракт с Majik Entertainment.

## Личная жизнь
8 марта 2018 года в СМИ появилась информация о том, что Джиын состоит в отношениях с Сон Хуном, своим коллегой по сериалу «Мой тайный роман»; в тот же день агентство Сон Хуна выпустило опровержение.

## Фильмография
| Год  |   | Русское название              | Оригинальное название        | Роль                  |
| ---- | - | ----------------------------- | ---------------------------- | --------------------- |
| 2010 | с | Любви все возрасты покорны    | More Charming by the Day     | Камео                 |
| 2012 | с | Несносная семейка             | Shut Up Family               | Камео (45 эпизод)     |
| 2013 | с | Чистая любовь                 | Pure Love                    | Кан Суджи в молодости |
| 2014 | с | Рисуя весну                   | Longing for Spring           | Ян Маль Чжа           |
| 2015 | с | Эпоха супергероев             | The Superman Age             | Джиын                 |
| 2015 | с | Неизменный закон первой любви | Immutable Law of First Love  | Ли Ёри                |
| 2015 | с | Милый дом, сладкий мёд        | Sweet Home, Sweet Honey      | Обом                  |
| 2017 | с | Мой тайный роман              | My Secret Romance            | Ли Юми                |
| 2019 | с | Разморозь меня нежно          | Melting Me Softly            | О Ёнсон               |
| 2019 | с | Мой менеджер 2                | Wish Woosh 2                 | Мин Дживу             |
| 2021 | с | Так я женился на анти-фанатке | So I Married the Anti-fan    | Камео                 |
| 2021 | с | Шшш, позаботьтесь о нём       | Shh, Please Take Care of Him | Чон Соль              |

## Награды и номинации

### Asia Artist Awards
| Год  | Номинируемая работа | Категория                         | Результат |
| ---- | ------------------- | --------------------------------- | --------- |
| 2017 | Сон Джиын           | Награда за популярность (актриса) | Номинация |

### Seoul Music Awards
| Год  | Номинируемая работа | Категория                 | Результат |
| ---- | ------------------- | ------------------------- | --------- |
| 2015 | 25                  | Награда Бонсан            | Номинация |
| 2015 | Сон Джиын           | Награда за популярность   | Номинация |
| 2015 | Сон Джиын           | Специальная награда Халлю | Номинация |